# With Shivering Hearts We Wait
With Shivering Hearts We Wait è il sesto album in studio del gruppo post-hardcore svedese Blindside, pubblicato nel 2011.

## Tracce
1. There Must Be Something in the Water – 3:58
2. My Heart Escapes – 3:42
3. Monster on the Radio – 3:11
4. It's All I Have – 3:51
5. Bloodstained Hollywood Ending – 3:15
6. Our Love Saves Us – 3:29
7. Bring Out Your Dead – 3:41
8. Withering – 3:35
9. Cold – 3:23
10. There Must Be Something in the Wind – 7:03

www.withshiveringheartswewait.com==Collegamenti esterni==
- (EN) With Shivering Hearts We Wait, su AllMusic, All Media Network.